# Klytia (Tochter des Amphidamas)
Klytia (altgriechisch Κλυτία Klytía, lateinisch Clytia), auch Klytie, ist in der griechischen Mythologie eine Tochter des Amphidamas und Gemahlin des Tantalos, von dem sie eine der vielen überlieferten Mütter des Pelops wird.